# MSL 5차 마이너리그
MSL 5차 마이너리그는 우주닷컴 MSL 2005의 진출자를 가리기 위한 대회이다.

## 리그기간
- 2004년 9월 20일 ~ 2005년 1월 10일

## 리그방식
- 마이너리그 조 1위끼리 3판 2선승제로 메이저 진출전을 진행하고, 마이너리그 조 2위끼리 3판 2선승제로 조 2위전을 진행한다.
- 메이저 진출전 탈락자 4명과 조 2위전 통과자 4명끼리 3판 2선승제로 리그결정전 1라운드를 진행한다.
- 리그결정전 1라운드 통과자 4명과 지난시즌 패자 8강 2차 탈락자 4명끼리 3판 2선승제로 리그결정전 2라운드를 진행한다.

## 본선진출자
- 예선전 일정 : 2004년 9월 2일

| 1조    | 2조    | 3조    | 4조    | 5조    | 6조    | 7조    | 8조    |
| ------ | ------ | ------ | ------ | ------ | ------ | ------ | ------ |
| 안기효 | 임요환 | 박성준 | 이주영 | 박정석 | 나도현 | 최수범 | 김선기 |
| 9조    | 10조   | 11조   | 12조   | 13조   | 14조   | 15조   | 16조   |
| 임채성 | 이재훈 | 차재욱 | 이재항 | 장진수 | 김남기 | 최인규 | 박신영 |

## 마이너리그
- 일정 : 2004년 9월 20일 ~ 2004년 11월 1일 (재경기 : 11월 8일, 11월 5일)

| A조    | A조     | B조    | B조     | C조    | C조     | D조    | D조     |
| ------ | ------- | ------ | ------- | ------ | ------- | ------ | ------- |
| 전태규 | 2승     | 주진철 | 1승 1패 | 홍진호 | 2승     | 안기효 | 2승     |
| 박신영 | 1승 1패 | 이주영 | 1승 1패 | 이재훈 | 1승 1패 | 박경수 | 1승 1패 |
| 최인규 | 2패     | 김선기 | 1승 1패 | 최수범 | 2패     | 김남기 | 2패     |

| E조    | E조     | F조    | F조     | G조    | G조     | H조    | H조     |
| ------ | ------- | ------ | ------- | ------ | ------- | ------ | ------- |
| 마재윤 | 2승     | 박정길 | 1승 1패 | 박정석 | 2승     | 김현진 | 1승 1패 |
| 임요환 | 1승 1패 | 차재욱 | 1승 1패 | 성학승 | 1승 1패 | 나도현 | 2승     |
| 장진수 | 2패     | 이재항 | 1승 1패 | 임채성 | 2패     | 박성준 | 2패     |

### 재경기
| B조    | B조     | F조    | F조     |
| ------ | ------- | ------ | ------- |
| 이주영 | 2승     | 이재항 | 2승     |
| 주진철 | 2패     | 박정길 | 1승 1패 |
| 김선기 | 1승 1패 | 차재욱 | 2패     |

### 조별 2위전, 메이저진출전
- 조별 2위전 : 2004년 11월 22일, 2004년 11월 29일
- 메이저진출전 : 2004년 12월 6일, 2004년 12월 13일

| 조       | 조별 2위전 | 조별 2위전 | 조별 2위전 | 조별 2위전 | 메이저진출전 | 메이저진출전 | 메이저진출전 | 메이저진출전 |
| A조, E조 | 박신영     | 2          | 김현진     | 0          | 전태규       | 2            | 나도현       | 0            |
| B조, F조 | 김선기     | 0          | 성학승     | 2          | 홍진호       | 2            | 이재항       | 0            |
| C조, G조 | 이재훈     | 2          | 박정길     | 0          | 이주영       | 1            | 박정석       | 2            |
| D조, H조 | 박경수     | 1          | 임요환     | 2          | 안기효       | 1            | 마재윤       | 2            |

## 리그결정전
- 1R : 2004년 12월 20일, 2004년 12월 27일
- 2R : 2005년 1월 3일, 2005년 1월 10일

| 조  | 1R     | 1R | 1R     | 1R | 2R     | 2R | 2R     | 2R |
| A조 | 나도현 | 1  | 박신영 | 2  | 김민구 | 2  | 박신영 | 0  |
| B조 | 이주영 | 0  | 성학승 | 2  | 변은종 | 2  | 성학승 | 0  |
| C조 | 이재항 | 1  | 이재훈 | 2  | 김동진 | 0  | 이재훈 | 2  |
| D조 | 안기효 | 1  | 임요환 | 2  | 전상욱 | 1  | 임요환 | 2  |

## 본선 진출자 및 다음 시즌 시드권자 목록
본선 진출자
- 테란 : 임요환
- 저그 : 홍진호, 마재윤, 김민구, 변은종
- 프로토스 : 전태규, 박정석, 이재훈

 다음 시즌 시드권자
- 테란 : 나도현, 김동진, 전상욱
- 저그 : 이주영, 이재항, 박신영, 성학승
- 프로토스 : 안기효